# Église de la Conversion-de-Saint-Paul de Windwardside
L'église de la Conversion-de-Saint-Paul (en néerlandais : Sint-Paulus-Bekeringkerk) est une église catholique située à Windwardside, sur l'île de Saba, dans les Antilles néerlandaises.

## Historique
Cette église, la plus ancienne église catholique de l'île, a été construite en 1860. Le terrain sur lequel l'église servait à l'origine de lieu de quarantaine pour les nouveaux arrivants à Saba. Les pierres de l'église ont été exraites d'un bâtiment dans ancienne une plantation de canne à sucre à Spring Bay par des esclaves. Comme à l'accoutumée, la chaux était utilisée pour la construction des murs mais le sel, contenu dans cette chaux, oblige à repeindre régulièrement l'église.